# Vaud
Pronunciação
O Cantão de Vaud (em alemão Waadt) é um cantão da Suíça, situado na parte ocidental do país, sua capital é Lausana. Com  o Cantão de Genebra e o Cantão do Valais é um dos cantões da Região Lemánica
O gentílico de Vaud é um(a) Vaudois(e), em francês, e um vaudense em português.

## História
O Pays de Vaud fazia parte das terras da Saboia, ganhou a independência de Berna em 24 de janeiro de 1798 e entrou para a Confederação Helvética em 1803.
O termo Pays é corrente na Idade Média para designar uma subdivisão territorial, derivado do latim pagus. O termo ainda é empregado e fala-se do País de Gex, do Pays de la Loire etc.

## Redistribuição
Desde a sua criação em 1803 e até 2007, o cantão estava dividido em 19 distritos, mas devido ao aumento populacional e industrialização foi necessário rever a situação. Desde 1 de janeiro de 2008, o Cantão de Vaud foi dividido em dez distritos: Aigle, Broye-Vully, Gros-de-Vaud, Jura-Nord vaudois (Jura-Norte de Lausana), Lausana, Lavaux-Oron, Morges, Nyon, Ouest lausannois (Oeste de Lausana), Riviera-Pays-d'Enhaut (imagem da nova distribuição em "Mapa do cantão" na caixa).

## Geografia
O cantão de Vaud ocupa quase a totalidade do Oeste da Suíça, já que o que falta é ocupado pela Cantão e República de Genebra. Tem fronteiras com três lagos: Lago de Neuchâtel, o Lago de Murat a Norte e o Lago Lemano a Sul, nas margens do qual se situa a capital do cantão, Lausana.
Com as sucessivas divisões e sub-divisões é curioso notar que:
- O Cantão de Vaud possui um enclave no Cantão de Friburgo, Avenches
- O Cantão de Friburgo possui três enclaves no Cantão de Vaud, Estavayer-le-Lac, Vuissens e Surpierre.
- O Cantão de Genebra possui um enclave no Cantão de Vaud, Céligny

## Cidades
Lista de cidades importantes no cantão de Vaud e número de habitantes segundo o censo de 2010
- Lausanne, 127 821
- Yverdon-les-Bains, 27 511
- Montreux, 24 579
- Renens, 19 609
- Nyon, 18 728
- Vevey, 18 394
- Pully, 17 121
- Morges, 14 744
- Gland, 11 633
- Prilly, 11 430
- Écublens, 11 102
- La Tour-de-Peilz, 10 786